# Trafford Leigh-Mallory
Trafford Leigh-Mallory (11 juillet 1892 - 14 novembre 1944) est un militaire britannique, pilote au sein du Royal Flying Corps durant la Première Guerre mondiale puis commandant de la Royal Air Force durant la Seconde Guerre mondiale.

## Biographie

### Activités militaires durant la Seconde Guerre mondiale
À la fin du printemps de 1940, peu de temps avant le déclenchement de la bataille d'Angleterre, Trafford Leigh-Mallory est nommé au sein du dispositif de défense de l'Angleterre, à la tête du Groupe 12 (protection des Midlands), c'est-à-dire en retrait par rapport au Groupe 11 (Londres, Sud-Est et côtes de la Manche). Il prend très mal cette affectation et durant toute la bataille, il s'opposa non seulement à Keith Park, Chef du Group 11, mais également, allant à la limite de l'insubordination, à son supérieur hiérarchique, Hugh Dowding, maréchal de l'Air à la tête du Fighter Command. À l'automne de 1940, usant d'intrigues « politiciennes », il contribua à l'éviction de Hugh Dowding et de Keith Park. Il prend alors le commandement du Groupe 11, qu'il convoitait, mais ne s'illustre guère par son efficacité.
En août 1943, au début de la planification de l'opération Overlord (le débarquement en Normandie), il est nommé commandant de toutes les forces aériennes alliées sur le front européen. À ce titre, il est l'équivalent pour les forces aériennes de ce qu'est le maréchal Montgomery pour les forces terrestres.
En août 1944, la bataille de Normandie arrivant à son terme, Trafford Leigh-Mallory est nommé commandant en chef des forces aériennes alliées en Asie du Sud-Est (guerre contre le Japon). Le 14 novembre, il s'envole d'Angleterre pour se rendre à Naples, première étape du voyage devant l'emmener en Birmanie, avec son épouse Lady Doris. Lors du survol des Alpes françaises, son avion, un Avro York construit la même année, est pris dans une tempête de neige et s'écrase sur la Chaîne de Belledonne au-dessus du village du Rivier d'Allemont, en Isère. Tous les passagers sont tués. Trafford Leigh-Mallory est le plus haut gradé allié à mourir durant la guerre. Il est enterré, avec son épouse et les 8 membres d'équipage, au village du Rivier d'Allemont, où un petit musée retrace l'accident et les recherches qui ont suivi.
Trafford Leigh-Mallory est le frère cadet de l'alpiniste George Mallory, qui a trouvé lui aussi la mort en montagne, 20 ans plus tôt dans l'Himalaya (1924).